# Norma Blum
Norma de Lacerda Blum, mais conhecida como Norma Blum (Rio de Janeiro, 11 de outubro de 1939), é uma atriz e apresentadora brasileira. Também atua como terapeuta holística.

## Família
Norma é filha de Robert Blum, professor de inglês de etnia judaica asquenaze, e Erika Blum (nascida Seichert), austríaca de família católica. Seu pai foi responsável pela tradução de textos de livros clássicos para serem transformados em teleteatros.

## Carreira
A atriz iniciou a carreira em 1951, aos doze anos, na TV Tupi como assistente de roteiro de seu pai. Em 1958, Norma participou do New York Herald Tribune World Youth Forum e participou de um programa de televisão na emissora pública WNET/13, onde revelou falar 8 idiomas. Em 1954, passou a integrar o quadro fixo de atores da TV Tupi, tendo participado da maioria dos programas da época, como o Teatro de Comédia, comandado por Maurício Sherman, o Grande Teatro Tupi, dirigido por Sérgio Britto e Fernando Torres e o Teatrinho Trol, de Fábio Sabag. Na TV Tupi, esteve também no elenco de telenovelas, como A Canção de Bernadete, no papel de Nossa Senhora de Lourdes. Além da TV Tupi, a atriz passou pela TV Excelsior, TV Rio e TV Continental.
Em 1964 foi convidada a participar do elenco de estreia da Rede Globo. Em seu primeiro trabalho na emissora, participou do programa Romance na Tarde, onde fazia a apresentação de filmes e realizava entrevistas com atores e cantores. Participou ainda dos especiais de Dercy Gonçalves e de telenovelas, como A Gata de Vison, em 1968. Ao lado de Hilton Gomes, comandou a apresentação do Festival Internacional da Canção de 1968 e o de 1969.
Em 1974 dublou Betty Faria integralmente no filme por "A estrela sobe" de Bruno Barreto - já que a dicção de Betty Faria (nas falas) e seu limitado talento musical não estavam de acordo com o standard da produção)
Em 1975 retornou à TV Globo para atuar em Pluft, o Fantasminha. No mesmo ano, Norma protagonizou a telenovela Senhora, escrita por Gilberto Braga e dirigida por Herval Rossano. Esteve no elenco de muitas telenovelas da Rede Globo que se seguiram, como Bravo!, em 1975; Vejo a Lua no Céu, em 1976; Marina em 1980; Elas por Elas, em 1982; Sinhá Moça, em 1986, Bambolê, em 1987 e Lua Cheia de Amor em 1990, entre outras. Mas, com certeza, seus personagens mais marcantes foram  a doce e corajosa Malvina, de Escrava Isaura, em 1976, e a cruel governanta Frau Herta, de Ciranda de Pedra, em 1981.
A atriz também participou do elenco de muitos episódios do Caso Verdade e de minisséries, como Anos Rebeldes. Em 1992, devido a um problema de saúde decidiu aposentar-se aos 53 anos.
Em 2001, no entanto, retomou a carreira já recuperada como a antagonista de Pícara Sonhadora, uma produção do SBT. Em 2003 interpretou Hercilia em Celebridade, a avó da vilã Laura. Em 2004 esteve na primeira fase de A Escrava Isaura, em 2004. Na sequência fez  Floribella, em 2005; e Malhação em 2007. Retornou em 2011 ao horário nobre na novela de Gilberto Braga Insensato Coração da Rede Globo.
Em dezembro de 2010, foi agraciada com a comenda da Ordem do Ipiranga pelo Governo do Estado de São Paulo.

## Filmografia

### Televisão[4]
| Ano     | Título                           | Personagem                       | Notas                              | Emissora          |
| ------- | -------------------------------- | -------------------------------- | ---------------------------------- | ----------------- |
| 1955    | Nossa Cidade                     | Emily                            | [ 5 ]                              | TV Rio            |
| 1955-60 | Bailes de Carnaval               | Apresentadora                    |                                    | TV Rio            |
| 1956-59 | Noite de Gala                    | Apresentadora                    |                                    | TV Rio            |
| 1957    | A Canção de Bernadette           | Nossa Senhora de Lourdes         | [ 5 ]                              | TV Rio            |
| 1957    | A Pequena Sereia                 | Pequena Sereia                   | [ 5 ]                              | TV Rio            |
| 1958    | Grande Teatro Tupi               | Vários Personagens               | 1958-1962                          | Rede Tupi         |
| 1958    | Turandot                         | Su-hir                           | [ 5 ]                              | Rede Tupi         |
| 1958    | A Bruxinha que Era Boa           | Bruxinha Boa                     | [ 5 ]                              | Rede Tupi         |
| 1958    | O Preço do Erro                  |                                  | [ 5 ]                              | Rede Tupi         |
| 1959    | O Príncipe Pássaro               | Menina Olga                      | [ 5 ]                              | Rede Tupi         |
| 1960    | O Colar das Vontades             | Rainha                           | [ 5 ]                              | Rede Tupi         |
| 1960    | O Barba Azul                     | Helena                           | [ 5 ]                              | Rede Tupi         |
| 1961    | O Pintor e a Florista            | Florista                         | [ 5 ]                              | Rede Tupi         |
| 1961    | O Dono da Bola                   | Eva                              |                                    | Rede Tupi         |
| 1962    | Os Três Cisnes                   | Princesa Sirene                  | [ 5 ]                              | Rede Tupi         |
| 1962    | O Príncipe e o Mendigo           | Princesa                         | [ 5 ]                              | Rede Tupi         |
| 1962    | O Sino da Capela                 | Menina                           | [ 5 ]                              | Rede Tupi         |
| 1962    | Dona Felicidade                  | Felicidade                       | [ 5 ]                              | Rede Tupi         |
| 1962    | A Esposa de Marco Pólo           | Esposa de Marco Pólo             | [ 5 ]                              | Rede Tupi         |
| 1963    | A Bela e a Fera                  | Bela                             | [ 5 ]                              | Rede Tupi         |
| 1963    | O Lago dos Cisnes                | Princesa Odete                   | [ 5 ]                              | Rede Tupi         |
| 1963    | A Escrava da Judeia              | Princesa Neferere                | [ 5 ]                              | Rede Tupi         |
| 1964    | O Acusador                       | [ 5 ]                            |                                    | Rede Tupi         |
| 1965    | Romance na Tarde                 | Apresentadora                    | [ 5 ]                              | Rede Tupi         |
| 1965    | Ilusões Perdidas                 | Dora                             | [ 5 ]                              | TV Globo          |
| 1966    | Os Irmãos Corsos                 | Isabella                         |                                    | Rede Tupi         |
| 1967    | O Homem Proibido                 | Pamela Abbott                    |                                    | TV Globo          |
| 1967-68 | Dercy de Verdade                 | Vários Personagens               |                                    | TV Globo          |
| 1968    | Festival Internacional da Canção | Apresentadora                    |                                    | TV Globo          |
| 1968    | A Gata de Vison                  | Helen Brown                      |                                    | TV Globo          |
| 1969    | A Última Valsa                   | Clara de Olemberg                |                                    | TV Globo          |
| 1969    | Festival Internacional da Canção | Apresentadora                    |                                    | TV Globo          |
| 1975    | Pluft, o Fantasminha             | Maribel                          |                                    | TV Globo          |
| 1975    | Senhora                          | Aurélia Camargo                  |                                    | TV Globo          |
| 1975    | Bravo!                           | Elvira                           | Participação especial              | TV Globo          |
| 1976    | Vejo a Lua no Céu                | Suzana                           |                                    | TV Globo          |
| 1976    | Escrava Isaura                   | Malvina Fontoura                 |                                    | TV Globo          |
| 1979    | Carga Pesada                     | Irmã Jussara                     | Episódio: "Adeus, Dequinha"        | TV Globo          |
| 1980    | Marina                           | Sônia                            |                                    | TV Globo          |
| 1981    | Ciranda de Pedra                 | Frau Herta                       |                                    | TV Globo          |
| 1982    | Caso Verdade                     | Nadir                            | Episódio: "O Menino do Olho Azul"  | TV Globo          |
| 1982    | Caso Verdade                     | Episódio: "Um Peixe Fora D'água" |                                    | TV Globo          |
| 1982    | Elas por Elas                    | Marieta Ferreira                 |                                    | TV Globo          |
| 1982    | Caso Verdade                     | Ivone                            | Episódio: "A Caçadora de Vampiros" | TV Globo          |
| 1983    | Maçã do Amor                     | Condessa Lílian                  |                                    | Rede Bandeirantes |
| 1984    | Caso Verdade                     | Helena                           | Episódio: "Renúncia"               | TV Globo          |
| 1984    | Caso Verdade                     | Episódio: "Blumenau, Tudo Azul"  |                                    | TV Globo          |
| 1984    | Caso Verdade                     | Janete                           | Episódio: "Não Roubarás"           | TV Globo          |
| 1985    | Caso Verdade                     |                                  | Episódio: "Os Gêmeos"              | TV Globo          |
| 1985    | Caso Verdade                     | Célia                            | Episódio: "Vivendo e Aprendendo"   | TV Globo          |
| 1986    | Sinhá Moça                       | Nina Teixeira                    |                                    | TV Globo          |
| 1987    | Bambolê                          | Carmem                           |                                    | TV Globo          |
| 1989    | O Cometa                         | Teresa Ribeiro                   |                                    | Rede Bandeirantes |
| 1989    | Cortina de Vidro                 | Clarisse                         |                                    | SBT               |
| 1990    | Lua Cheia de Amor                | Maria Cecília                    |                                    | TV Globo          |
| 1992    | Anos Rebeldes                    | Valquíria Galvão                 |                                    | TV Globo          |
| 1992    | Você Decide                      | Lisa                             | Episódio: "Na Marca do Pênalti"    | TV Globo          |
| 1993    | Retrato de Mulher                | Dulce                            | Episódio: "Era Uma Vez...Madalena" | TV Globo          |
| 2001    | Pícara Sonhadora                 | Leonor Lucchini                  |                                    | SBT               |
| 2003    | Celebridade                      | Hercília Prudente da Costa       |                                    | TV Globo          |
| 2004    | A Escrava Isaura                 | Gertrudes Almeida                |                                    | RecordTV          |
| 2005    | Floribella                       | Corina Bittencourt               | Temporada 1                        | Rede Bandeirantes |
| 2006    | Alta Estação                     | Dona Sofia                       | Participação especial              | RecordTV          |
| 2007    | Malhação                         | Dionísia Pimenta                 | Temporada 14–15                    | TV Globo          |
| 2009    | Tudo Novo de Novo                | Dona Luci                        | Episódio: "Evasões"                | TV Globo          |
| 2009    | Cama de Gato                     | Irmã Andréia                     |                                    | TV Globo          |
| 2011    | Insensato Coração                | Olga Brandão                     |                                    | TV Globo          |
| 2012    | As Brasileiras                   | Glédis                           | Episódio: "A Culpada de BH"        | TV Globo          |
| 2012    | Carrossel                        | Ruth Soares                      | Participação especial              | SBT               |
| 2013    | Joia Rara                        | Mama Francesca Baldo             |                                    | TV Globo          |
| 2013    | Malhação Casa Cheia              | Freira                           | Temporada 21                       | TV Globo          |
| 2015    | Além do Tempo                    | Irmã Lúcia                       | Primeira Fase                      | TV Globo          |
| 2015    | Além do Tempo                    | Matilde                          | Segunda Fase                       | TV Globo          |
| 2018    | Amigo de Aluguel                 | Ida                              | Episódio: "Os Canastrões"          | Universal TV      |

### Filmes
| Ano  | Título                               | Personagem       |
| ---- | ------------------------------------ | ---------------- |
| 1956 | Sai de Baixo                         | A Mocinha        |
| 1959 | Minervina Vem Aí                     | Nini             |
| 1960 | Cala a boca, Etelvina                | A Mocinha        |
| 1961 | O Dono da Bola                       | Eva              |
| 1961 | Mulheres e Milhões                   | Namorada         |
| 1962 | Assassinato em Copacabana            | Lalá             |
| 1962 | Sócio de Alcova                      | Secretária       |
| 1965 | O Beijo                              | Dália            |
| 1968 | As Sete Faces de Um Cafajeste        | Lilian           |
| 1968 | Vidas Estranhas                      | Marina           |
| 1976 | O casamento                          | Glorinha         |
| 1982 | Amor de Perversão                    | Sílvia           |
| 1984 | Jeitosa, um Assunto Muito Particular | Dona Rosa        |
| 1987 | Sonhos de menina-moça                | Clarisse         |
| 1987 | Vera                                 | Isolda           |
| 2014 | Operação Orquídea                    | Adélia Junqueira |
| 2017 | Entre Amores                         | Malva            |
| 2023 | As Aparecidas                        | Amiga de Otília  |
| 2024 | Evidências do Amor                   | Dona Aurélia     |

## Teatro[14]
- 2023 - O que vamos fazer com o Walter?
- 2019 - Quatro Atrizes e um Personagem
- 2005 - Show Coração Seresteiro
- 2003 - O despertar dos anjos, de Gabriel Veiga Castellani
- 2000/2001 - E a Vida Continua, de Chico Xavier
- 1996/1998 - Francisco e Clara
- 1989/1992 - Além da vida, de Chico Xavier
- 1989 - Tutti buona gente
- 1988 - Os amores de Casanova
- 1982/1983 - Adorável Júlia, de Somerset Maugham
- 1981/1982 - A bomba de Elizabeth, de Álvaro Valle
- 1976/1978- Cinderela do petróleo, de João Bethencourt
- 1966 - As inocentes do Leblon, de Barillet e Gredy
- 1965 - Electra, de Sófocles
- 1964 - Weekend, de Noel Coward
- 1964 - A quinta cabeça, de Marcel Aymé
- 1962/1963 - A terceira pessoa, de Andrew Rosenthal
- 1962 - Oscar, de Claude Magnier
- 1962 - Você pode ser pai, de Alexandre Bisson e Vast Ricouard
- 1959 - Nossa cidade, de Thornton Wilder